# Alan Poul

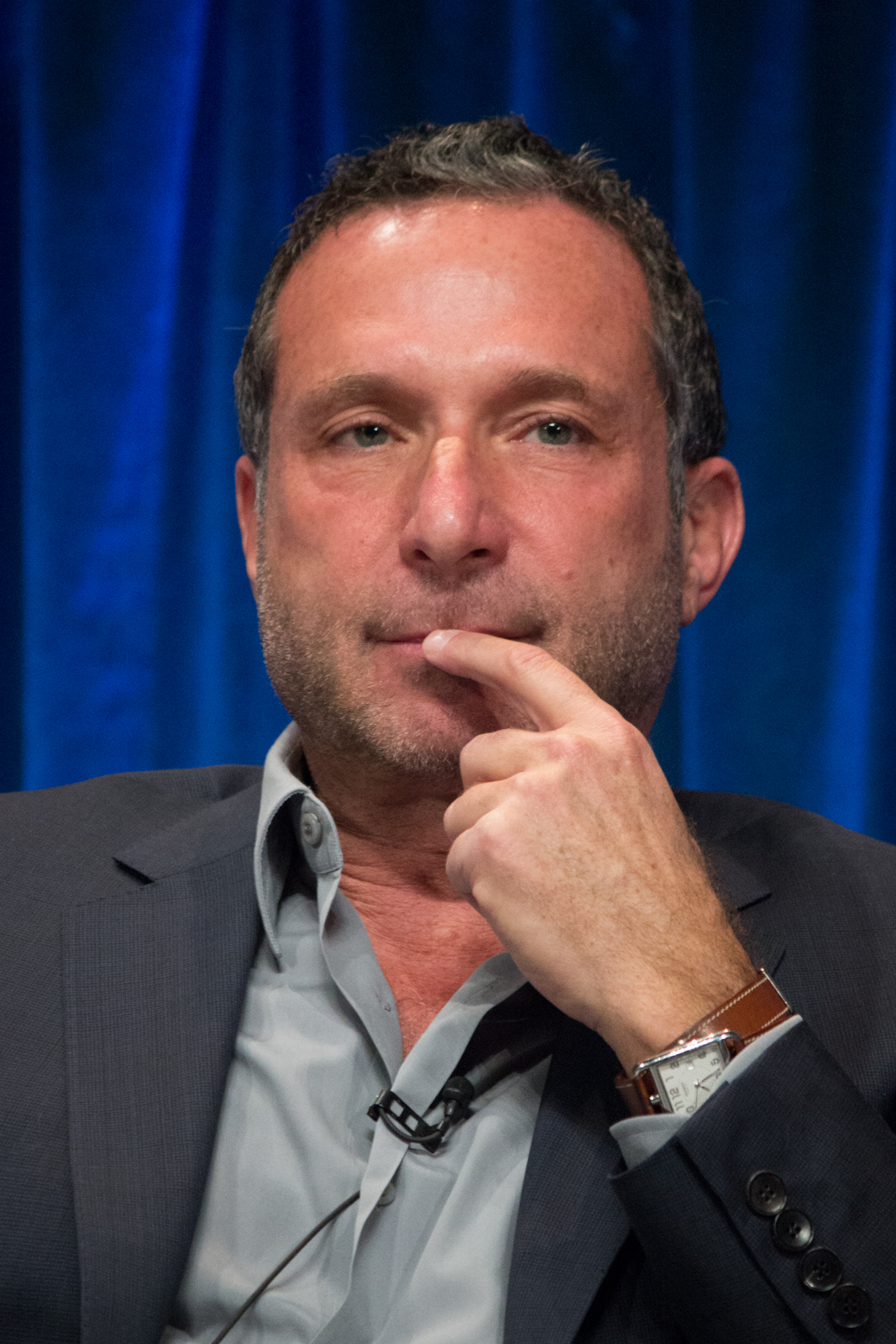
Alan Poul (2013)

Alan Mark Poul (nascido em 1 de maio de 1954) é um diretor e produtor de televisão e cinema.

## Carreira
Poul serviu como produtor executivo de Six Feet Under, série original da HBO, onde fez sua estreia como diretor, repetindo a tarefa mais três vezes da segunda à quinta temporada.
Mais tarde, ele dirigiu o episódio piloto da série Swingtown para a CBS. A parceria com a empresa continuou quando dirigiu a comédia romântica The Back-Up Plan para a CBS Films.
Poul assinou um novo contrato com a HBO em abril de 2011 para ser o produtor executivo da série The Newsroom de Aaron Sorkin.